# Ліяшур Сарай-є Софла
Ліяшур Сарай-є Софла (перс. لياشورسراسفلي) — село в Ірані, у дегестані Лат-Лайл, у бахші Отаквар, шагрестані Лянґаруд остану Ґілян. За даними перепису 2006 року, його населення становило 72 особи, що проживали у складі 15 сімей.